# Cornice Channel
Der Cornice Channel (englisch für Wechtenkanal, spanisch Canal Cornisa) ist eine schmale Meerenge vor der Westküste der Antarktischen Halbinsel. Der Kanal trennt in der Gruppe der Argentinischen Inseln des Wilhelm-Archipels die Galíndez-Insel von Skua Island.
Teilnehmer der British Graham Land Expedition (1934–1937) unter der Leitung des australischen Polarforschers John Rymill nahmen zwischen 1935 und 1936 eine erste Vermessung dieses Seewegs vor. Das UK Antarctic Place-Names Committee benannte ihn 1954 nach einer markanten Wechte oberhalb der flankierenden Kliffs auf der Galíndez-Insel.